# Vic Seixas
Vic Seixas (wym. [ˈseɪʃəs]), właśc. Elias Victor Seixas (ur. 30 sierpnia 1923 w Filadelfii, zm. 5 lipca 2024) – amerykański tenisista, zwycięzca 15 turniejów wielkoszlemowych w grze pojedynczej, podwójnej i mieszanej, zdobywca Pucharu Davisa.

## Kariera tenisowa
Praworęczny, wszechstronny tenisista, operujący zarówno solidnymi zagraniami z głębi kortu, jak i skutecznym wolejem, znany był z dobrego przygotowania fizycznego i waleczności na korcie. Do jego najlepszych uderzeń zaliczano zagrania kombinacyjne – topspinowego loba oraz dropszot. Pilot w czasie II wojny światowej, absolwent University of Southern California, największe sukcesy odniósł jako gracz dojrzały, 30-latek, wszystkie piętnaście tytułów wielkoszlemowych wygrywając w ciągu zaledwie pięciu lat (1952−1956). W mistrzostwach USA wystąpił między 1940 a 1969 rekordowe 28 razy, trzynaście razy znalazł się w czołowej dziesiątce rankingu amerykańskiego – na przestrzeni dwudziestu czterech lat (1942-1966, później rekord ten wyrównał Pancho González).
Po raz pierwszy wystąpił w wielkoszlemowym finale gry pojedynczej w 1951 na mistrzostwach USA, ale musiał uznać wyższość Australijczyka Franka Sedgmana. Dwa lata później lepszy w finale tego turnieju od Seixasa okazał się reprezentacyjny kolega Tony Trabert. Dopiero trzeci występ finałowy przyniósł mu końcowy sukces, kiedy w finale mistrzostw USA w 1954 Seixas pokonał w czterech setach Rexa Hartwiga. W 1953 Seixas triumfował w grze pojedynczej na Wimbledonie, rozstrzygając na swoją korzyść finał z Duńczykiem Kurtem Nielsenem. W finale mistrzostw Francji w tymże roku Amerykanin uległ Kenowi Rosewallowi.
W imprezach zaliczanych do Wielkiego Szlema gry podwójnej nie udało mu się wygrać jedynie na Wimbledonie (chociaż zaliczył dwa przegrane finały). Dwukrotnie triumfował w mistrzostwach USA, również dwukrotnie w mistrzostwach Francji, raz w mistrzostwach Australii. Deblowe niepowodzenie wimbledońskie powetował sobie w grze mieszanej, w której ustanowił rekord czterech wygranych z rzędu, trzykrotnie partnerując Doris Hart i raz w parze z Shirley Fry. Ponadto zdobył trzy razy tytuł mistrza USA i raz mistrza Francji w mikście (za każdym razem z Hart). Mistrzostwo USA zdobywał także w mniej prestiżowych turniejach na innych nawierzchniach – na kortach ziemnych w singlu (1953, 1957) i deblu (1949 z Samem Matchem i 1954 z Tonym Trabertem), na kortach twardych w deblu (1948 z Tedem Schroederem), w hali w deblu (1955 z Tonym Trabertem, 1956 z Samem Giammalvą).
W zespole narodowym w Pucharze Davisa zadebiutował w 1951. Rozpoczął wówczas finał z broniącymi trofeum Australijczykami od pokonania Mervyna Rose, ale w decydującym piątym meczu finału uległ Frankowi Sedgmanowi. Seixas występował nieprzerwanie do 1957 i we wszystkich tych edycjach Pucharu Davisa w finałach spotykali się Amerykanie z Australijczykami. Jedynie w 1954 Puchar zdobyli Amerykanie, rozstrzygając wówczas rywalizację już drugiego dnia w deblu. Na otwarcie finału w 1954 Trabert pokonał Hoada, potem Seixas wygrał z Rosewallem (który był jednym z jego najtrudniejszych rywali), a w deblu Seixas i Trabert wygrali z Hoadem i Rosewallem w czterech setach. W tej sytuacji bez znaczenia były już porażki Amerykanów ostatniego dnia (Seixas uległ Hartwigowi, Trabert Rosewallowi). W finałach w 1955 i 1956 Seixas pozostawał bez zdobyczy punktowej, ulegając w obu spotkaniach w singlu Rosewallowi i Hoadowi. W 1957 zdołał pokonać Mala Andersona, ale uczynił to dopiero trzeciego dnia finału, kiedy losy rywalizacji były już rozstrzygnięte na korzyść Australii. Trzykrotnie Seixas pełnił funkcję kapitana reprezentacji daviscupowej – w 1952, 1957 i 1964. Także w 1964 musiał uznać w finale wyższość Australii (powołał do ekipy Chucka McKinleya i Dennisa Ralstona). Bilans jego występów w Pucharze Davisa to 24 zwycięstwa i 12 porażek w grze pojedynczej, a w deblu 14 zwycięstw i 5 porażek. Pod względem liczby występów w Pucharze Davisa pozostawał rekordzistą do czasu Johna McEnroe.
Przez niemal całą aktywną karierę pozostawał amatorem, konsekwentnie odmawiając podpisania kontraktu zawodowego. Wygrał łącznie 56 turniejów amatorskich, jeszcze w 1966 rozstrzygając na swoją korzyść jeden z dłuższych pojedynków w historii tenisa z młodszym o 20 lat rywalem – pokonał na turnieju w Filadelfii Australijczyka Billa Bowreya 32:34, 6:4, 10:8. W nieoficjalnym rankingu światowym magazynu "Daily Telegraph" najwyżej znalazł się w 1953 – na 3. miejscu, za Trabertem i Rosewallem, a przed Drobným i Hoadem. Na zawodowe występy w gronie weteranów zdecydował się dopiero jako 50-latek (w ramach tzw. Grand Masters Circuit). Figurował już wówczas w Międzynarodowej Tenisowej Galerii Sławy, gdzie został wpisany w 1971.

## Osiągnięcia w turniejachwielkoszlemowych
- mistrzostwa Australii
  - gra podwójna – wygrana 1955 (z Tonym Trabertem)
- mistrzostwa Francji
  - gra pojedyncza – finał 1953
  - gra podwójna – wygrane 1954, 1955 (obie z Tonym Trabertem)
  - gra mieszana – wygrana 1953 (z Doris Hart)
- Wimbledon
  - gra pojedyncza – wygrana 1953
  - gra podwójna – finały 1952 (z Erikiem Sturgessem), 1954 (z Tonym Trabertem)
  - gra mieszana – wygrane 1953, 1954, 1955 (wszystkie z Doris Hart), 1956 (z Shirley Fry)
- mistrzostwa USA
  - gra pojedyncza – wygrana 1954, finały 1951, 1953
  - gra podwójna – wygrane 1952 (z Mervynem Rose), 1954 (z Tonym Trabertem), finał 1956 (z Hamem Richardsonem)
  - gra mieszana – wygrane 1953, 1954, 1955 (wszystkie z Doris Hart)

## Finały singlowe w turniejach wielkoszlemowych
- mistrzostwa USA 1951 – 4:6, 1:6, 1:6 z Frankiem Sedgmanem
- mistrzostwa Francji 1953 – 3:6, 4:6, 6:1, 2:6 z Kenem Rosewallem
- Wimbledon 1953 – 9:7, 6:3, 6:4 z Kurtem Nielsenem
- mistrzostwa USA 1953 – 3:6, 2:6, 3:6 z Tonym Trabertem
- mistrzostwa USA 1954 – 3:6, 6:2, 6:4, 6:4 z Rexem Hartwigiem